# Elesbão Veloso
Elesbão Veloso is een gemeente in de Braziliaanse deelstaat Piauí. De gemeente telt 14.490 inwoners (schatting 2009).